# مركز مطوري موزيلا

لوجو الشبكة

شبكة مطوري موزيلا (بالإنجليزية: Mozilla Developer Network)‏ ويختصر إلى MDN هو موقع مؤسسة موزيلا الرسمي لوثائق تطوير وأخبار متصفح الويب فيرفكس، وعميل البريد الإلكتروني ثندربرد ومشاريع مؤسسة موزيلا الأخرى.

## وصلات خارجية
- الصفحة الرئيسية لمركز مطورو موزيلا